# Sabellaria tottoriensis
Sabellaria tottoriensis är en ringmaskart som beskrevs av Nishi, Kato och Hayahi 2004. Sabellaria tottoriensis ingår i släktet Sabellaria och familjen Sabellariidae. Inga underarter finns listade i Catalogue of Life.